# Alan Duncan
Pour les articles homonymes, voir Duncan.
Alan James Carter Duncan, né le 31 mars 1957, est un homme politique britannique. Il est actuellement membre du Parlement du Royaume-Uni, où il représente la circonscription de Rutland & Melton. 
De 2016 à 2019, il est ministre d'État pour l'Europe et les Amériques.

## Biographie
Après une carrière dans l'industrie pétrolière, activité qui lui a rapporté plusieurs millions de livres, il est élu pour la première fois député en 1992. Proche de William Hague lorsque ce dernier brigue et obtient le leadership du Parti conservateur en 1997, il joue depuis lors un rôle de plus en plus important au sein de l'Opposition. De 2005 à 2010, il participe au Shadow Cabinet, dont il est le « ministre fantôme » aux Prisons du 7 septembre 2009 au 11 mai 2010.
Il est connu pour ses positions tranchées, à la lisière du libertarianisme, et participe au groupe Conservative Way Forward, présidé par Margaret Thatcher. Il est également connu pour avoir été le premier député britannique conservateur à révéler son homosexualité en 2002.
Il appartient à partir de 2001 à un cercle de conseillers du sultan d'Oman Qabus ibn Saïd. Cette activité secrète ne sera révélée qu'en 2021.
De 2010 à 2014, il est ministre d'État pour le Développement international, au deuxième rang hiérarchique du ministère, ensuite nommé KCMG.
Il est ministre d'État aux Affaires étrangères de juillet 2016 à juillet 2019, sous Boris Johnson puis Jeremy Hunt. À ce titre, il négocie avec le gouvernement équatorien l'expulsion du journaliste Julian Assange de l’ambassade d’Équateur à Londres, afin de pouvoir procéder à son arrestation.
Il est nommé au sein de la direction de Vitol, l’une des plus grandes sociétés de courtage de pétrole brut au monde, à l'été 2021. En tant que ministre d'État, il était intervenu pour que le directeur exécutif de l'entreprise, Ian Taylor, soit fait chevalier.

## Déclarations
Le mardi 27 mars 2018, devant le parlement britannique, Alan Duncan a traité le fondateur de WikiLeaks, Julian Assange, de "misérable petit ver de terre"  Julian Assange est retenu par la police britannique depuis plus de six ans dans les locaux de l'ambassade de l'Équateur.